# Universidad Salvadoreña Alberto Masferrer
La Universidad Salvadoreña Alberto Masferrer (USAM), es una universidad privada ubicada en San Salvador, El Salvador. Fue fundada el 24 de noviembre de 1979.

## Historia
La Universidad Salvadoreña Alberto Masferrer fue nombrada en honor al ensayista y escritor salvadoreño Alberto Masferrer. Sus primeras ofertas académicas estaban en el rubro de las ciencias y la salud siendo las primeras carreras: Cirugía Dental, Doctorado en Medicina y Cirugía, Química y Farmacia, Biología, entre otras.

## Campus
Al comienzo de sus actividades, la USAM tenía sus oficinas administrativas dentro de las instalaciones del edificio 2000 ubicado en el Boulevard de Los Héroes de la capital salvadoreña. Las aulas académicas estuvieron ubicadas en locales ubicados en el Centro de Gobierno y la calle Rubén Darío. Para inicios de los años 80, la universidad traslada todas sus instalaciones al edificio ubicado en la Alameda Juan Pablo II y 19 avenida norte en San Salvador, sitio que actualmente ocupa su instalación principal. 
Durante la década siguiente, la oferta académica continuó creciendo, haciendo necesario ampliar las instalaciones a otros estructuras vecinas al edificio principal. En ellas se encuentran las oficinas administrativas, diversos edificios con aulas y laboratorios de avanzada, y un Auditórium con capacidad para 300 personas; igualmente se encuentran las Clínicas Dentales, Unidad de Ultrasonografía y Clínica Veterinaria. También se cuenta con un Laboratorio de Control de Calidad debidamente acreditado, así como con tres amplios parqueos para docentes y estudiantes.
En el Valle de Zapotitán la universidad cuenta con un Campo Experimental para Medicina Veterinaria y Zootecnia en un terreno de 13 manzanas de extensión para las prácticas de los estudiantes. También se ubican en dicho terreno clínicas del área de la salud y asistencia jurídica para la atención de los pobladores de la zona.
Como reconocimiento a su calidad académica recibió la Acreditación Institucional en el año 2004 por parte del Ministerio de Educación.
Actualmente consta de 99 facultades:
- Facultad de Ciencias Empresariales
- Facultad de Jurisprudencia y Ciencias Sociales
- Facultad de Medicina
- Facultad de Medicina Veterinaria y Zootecnología
- Facultad de Cirugía Dental
- Facultad de Química y farmacia

## Academia

### Programas de pregrado
La Universidad Salvadoreña Alberto Masferrer ofrece la  oferta académica en licenciaturas, ingenierías y técnicos:
- Ingeniería en Ciencias de la Computación
- Licenciatura en Administración
- Licenciatura en Contaduría Pública
- Licenciatura en Comunicaciones
- Licenciatura en Ciencias de la Computación
- Licenciatura en Mercadeo
- Técnico en Publicidad
- Técnico en Mercadeo
- Técnico en Sistemas de Computación
- Técnico en Redes de Computación
- Técnico en Desarrollo de Software
- Licenciatura en Ciencias Jurídicas
- Doctorado en Medicina
- Licenciatura en Enfermería
- Licenciatura en Medicina Veterinaria y Zootecnia
- Doctorado en Cirugía Dental
- Licenciatura en Química y Farmacia

### Programas de posgrado
La Universidad Salvadoreña Alberto Masferrer también cuenta con programas de formación de posgrado en las siguientes áreas:

#### Especializaciones
- Especialidad en Medicina Interna
- Especialidad Médica en Ginecología y Obstetricia
- Especialidad Médica en Pediatría
- Especialidad Médica en Medicina de Emergencias
- Especialidad en Cirugía General
- Especialidad en Endodoncia